# Про владу і примат папи
Про владу і примат папи (лат. Tractatus de Potestate et Primatu Papae) — це сьомий лютеранський документ Книги Злагоди. Автор трактату, Філіпп Меланхтон, завершив твір 17 лютого 1537 року під час зборів князів та богословів у Шмалькальді.
Трактат був ратифікований і підписаний під час зборів у Шмакальді, як додаток до Ауґзбурзького віросповідання, в якому не було окремої статті щодо папства. Визначення своєї позиції стосовно папства вважалося важливим для лютеран, оскільки він мав бути церковний собор, який зрештою мав зібратися як Тридентський собор. Історично трактат вважався частиною «Шмалькальдських статей» Лютера, куди пізніше був поміщений.

## Контекст
У «Трактаті» Меланхтон використовував практично той же риторичний стиль, що і в «Апології Ауґзбурзького віросповідання» (1531): обидва вони були написані латиною. Меланхтон використовував біблійні та патристичні матеріали, щоб представити та підтримати три основні положення:
1. Папа не є главою християнської церкви і перевершує всіх інших єпископів з божественного права (de iure divino).
2. Папа і єпископи не мають громадянської влади з божественного права.
3. Твердження булли «Unam sanctam» (1302) про те, що послух Папі необхідний для спасіння, неспроможний, оскільки суперечить вченню про виправдання вірою.

Сам Меланктон уважав ці погляди умовними. Якщо Папа відмовиться від своїх претензій на владу з Божественного права, він може зберегти їх заради доброго порядку в церкві з права людини. Позиція Лютера про те, що претензії папства підривають Євангеліє, викладена в цьому трактаті як позиція лютеранських мирян і духовенства, і вона досить швидко набула «конфесійного» чи «символічного» статусу: авторитетне вчення того, що стало євангелічною лютеранською церквою.

## Переклад українською
Твори Лютера: у 5 т. / пер. укр. мовою В. Горпинчука. Київ: Українська Лютеранська Церква, 2013—2017.